# Banjarejo (Boja)
Banjarejo is een bestuurslaag in het regentschap Kendal van de provincie Midden-Java, Indonesië. Banjarejo telt 2700 inwoners (volkstelling 2010).